# El mejor momento
El mejor momento fue el título elegido por el grupo español de rock Sauze para su segundo álbum. Fue puesto a la venta el 30 de abril de 2009 y, además, este álbum recibió buenas críticas, las cuales también destacaban que la calidad del grupo había mejorado en términos globales después de algo más de un año juntos. Sauze continuó trabajando con las discográficas Avispa Music y con TripleA-Metal para su segundo trabajo. Las doce canciones de que está compuesto el álbum El mejor momento fueron compuestas todas ellas por Manuel Ramil. El tema "Súplica" es el mismo que apareció en su álbum debut Nada tiene sentido. En esta ocasión el tema ha sido arreglado y es versionado por el propio grupo de manera más ligera, siendo sus principales elementos un piano y la voz de Toni Amboaje. 

## Lista de canciones
1. "Si hoy brilla el Sol" - 3:52
2. "Ya da igual" - 4:00
3. "Tiempo al tiempo" - 4:59
4. "Tanto por hacer" - 5:08
5. "Se te olvidó" - 3:49
6. "Nada" - 3:51
7. "Explícate" - 3:49
8. "Lágrimas" - 4:05
9. "Al calor de la ilusión" - 4:08
10. "Siempre miento" - 3:36
11. "Mi estado original" - 4:59
12. "Súplica (arreglo para voz, piano  y cuerdas Op. 1)" - 3:42